# Waldheim
Waldheim è una città di 9 033 abitanti della Sassonia, in Germania.
Appartiene al circondario (Landkreis) della Sassonia Centrale (targa FG).